# Urrutia
Urrutia är ett släkte av insekter. Urrutia ingår i familjen Thericleidae.
Kladogram enligt Catalogue of Life:
| Urrutia | \| \| Urrutia migiurtinia \| \| \| \| \| \| Urrutia somalica \| \| \| \| |
|         | \| \| Urrutia migiurtinia \| \| \| \| \| \| Urrutia somalica \| \| \| \| |
|         | Urrutia migiurtinia                                                      |
|         |                                                                          |
|         | Urrutia somalica                                                         |
|         |                                                                          |